# Bandels-Sand
Bandels-Sand war von 1928 bis 1945 eine Landgemeinde im ostpreußischen Kreis Preußisch Eylau im Deutschen Reich. Sie setzte sich aus den beiden vorher selbständigen Orten Bandels (heute polnisch Bądle) und Sand (Piasek) zusammen.

## Geographische Lage
Koordinaten: 54° 17′ N, 20° 37′ O
Die Gemeinde Bandels-Sand lag im mittleren Ostpreußen im Süden des Städtedreiecks Preußisch Eylau (heute russisch Bagrationowsk), Landsberg (polnisch Górowo Iławeckie) und Bartenstein (Bartoszyce). Die damalige Kreisstadt Preußisch Eylau lag elf Kilometer in nördlicher Richtung.

## Geschichte
Die Landgemeinde Bandels-Sand wurde am 30. September 1928 gegründet. Zu diesem Datum schlossen sich die beiden Orte Bandels und Sand mit den zugehörigen Ortschaften Kobbelbude und Suiken zusammen. Beiereits seit 1874 waren beide Orte zusammen – bisher getrennt – in den  Amtsbezirk Albrechtsdorf (polnisch Wojciechy) eingegliedert.
Zählte im Jahre 1910 Bandels alleine 112 und Sand alleine 134 Einwohner, so kamen sie zusammen 1933 auf 228 und 1939 auf 217 Einwohner.
Als 1945 das gesamte südliche Ostpreußen in Kriegsfolge an Polen abgetreten wurde, wurden Bandels und Sand, jetzt in den polnischen Namensformen Bądle und Piasek, wieder eigenständig. Sie gehören heute beide zur Landgemeinde Górowo Iławeckie (Landsberg) im Powiat Bartoszycki (Kreis Bartenstein (Ostpr.)), innerhalb derer Bądle dem Sołectwo (= „Schulzenamt“) Piasek zugeordnet ist.

## Religion

### Christentum
Bis 1945 waren Bandels und Sand – getrennt und auch zusammen – in die evangelische Kirche Albrechtsdorf (polnisch Wojciechy) in der Kirchenprovinz Ostpreußen der Kirche der Altpreußischen Union, außerdem in die römisch-katholische Kirche Landsberg (polnisch Górowo Iławeckie) im damaligen Bistum Ermland eingepfarrt.

## Verkehr
Sand lag vor 1945 an der Landstraße zwischen Landsberg und Bartenstein. Eine in Sand abzweigende und nach Woymanns (polnisch Wojmiany) führende Straße verband diesen Ortsteil schon nach wenigen Kilometern mit dem anderen Ortsteil Bandels.